# Napoleonsbrücke (Trier)
Die Napoleonsbrücke ist eine einbogige Gewölbebrücke aus Sandstein mit einer Stützweite von 24 Metern über das Tal des Sirzenicher Baches 
in Trier-Pallien (Rheinland-Pfalz). Sie gehört zur Bitburger Straße in Trier und ist Teil der Bundesstraße 51.
Die Brücke wurde zur Zeit der Regierung Napoleons unter der Leitung des französischen Ingenieurs P. A. Gautarel im Jahre 1804 erbaut. Gegen Ende des Zweiten Weltkrieges wurde sie 1945 gesprengt und 1948 in der alten Form wiederaufgebaut.
Die Brücke ist landschaftsprägend und ein Kulturdenkmal.

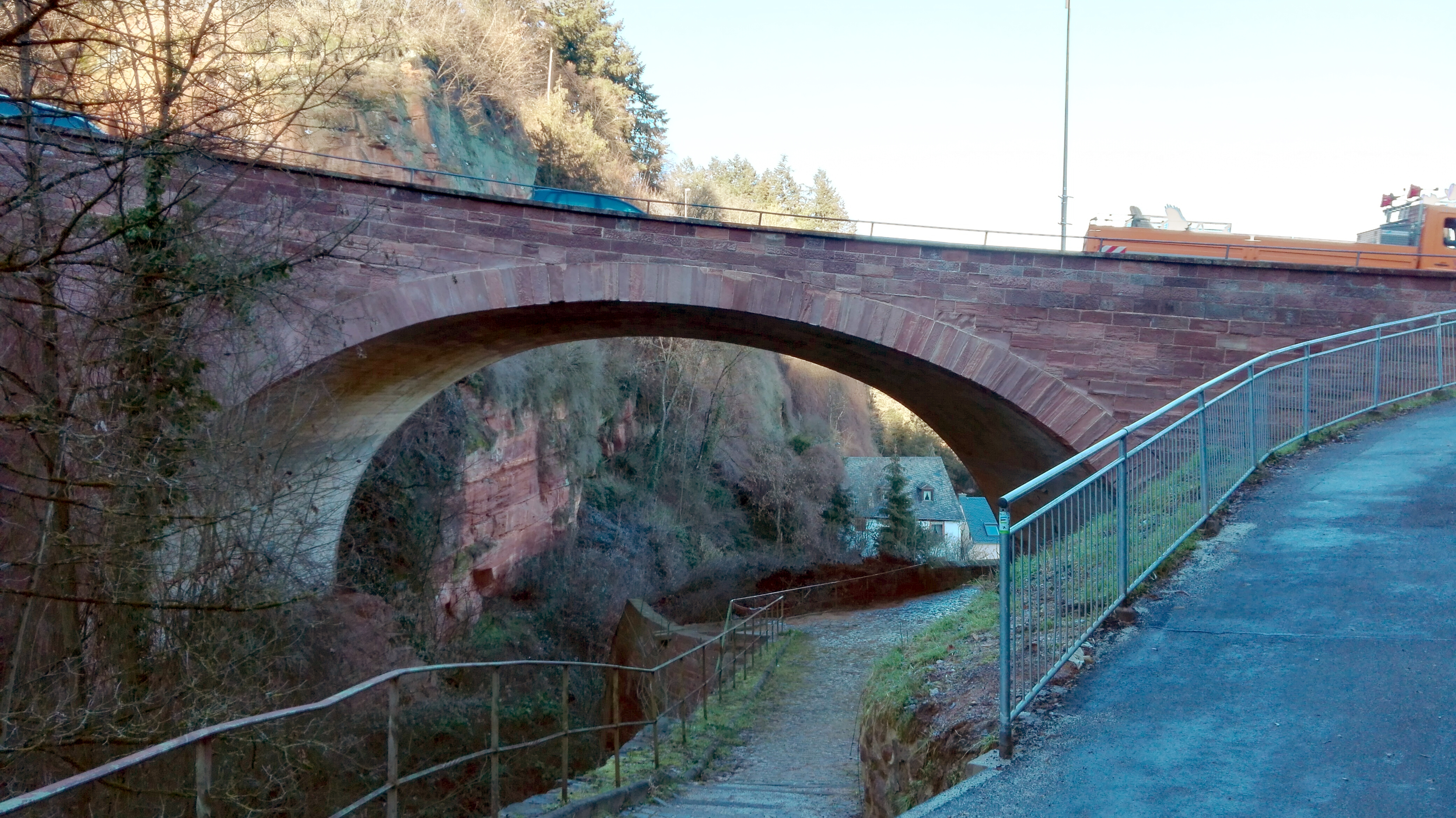
Nordseite
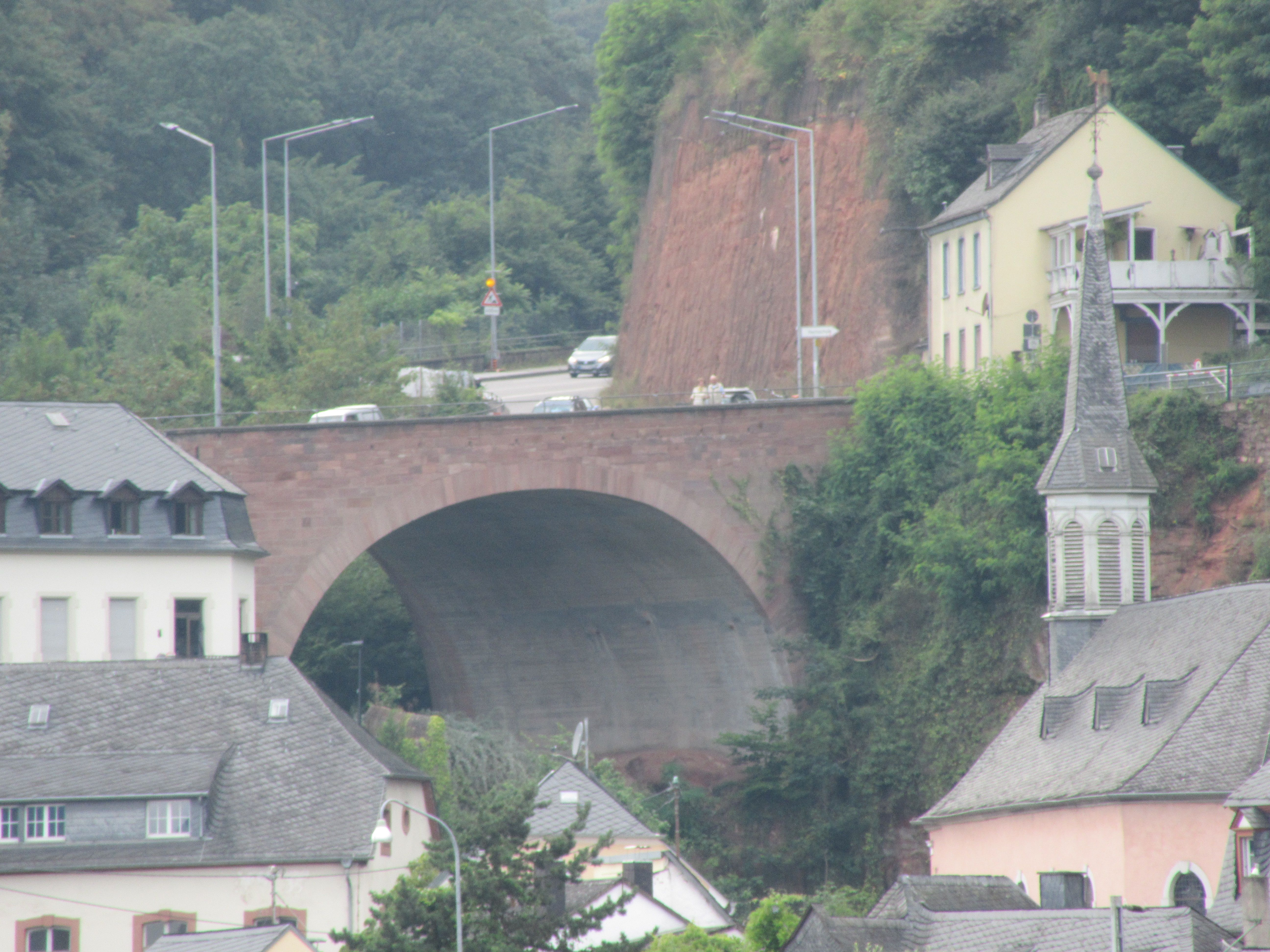
Südseite